# De Kronieken van Panchrysia
De Kronieken van Panchrysia is een Belgische stripreeks van Ferry en Pombal. Het is uitgegeven in de periode 1994-1999 door Le Lombard.

## Verhaal
Het verhaal is de zoektocht van twee jongeren, Sam en Eline, met een ontluikende liefde,  naar de vader van Eline. Deze is verdwenen tijdens zijn zoektocht naar de gouden stad Panchrysia (= volledig van goud). Hier zouden de mensen onsterfelijk zijn door een middel dat Flogiston heet. 
Hun reis is een soort reis in de tijd, maar dan in hun eigen tijd, rond 1900. Er zijn referenties naar de Middeleeuwen, de oude Grieken en oud Egypte, steeds verder terug in de tijd naarmate de serie vordert.
Pas in het laatste deel worden de diverse vreemde personages die ze tijdens hun reis ontmoeten verklaard en blijkt Panchrysia niet zo idyllisch als verwacht. Sam en Eline komen tijdens de reis steeds dichter bij elkaar en komen mede daardoor aan het eind van hun tocht voor een huiveringwekkende keuze.
De Kronieken van Panchrysia is gezien het verhaal, dat doorspekt is met literaire referenties, geschiedenis en verklaringen die pas aan het einde van de reeks komen, een strip voor volwassenen. Door de kwalitatief hoogstaande en intelligente vertel- en tekentechniek geldt deze serie als een van de klassiekers in de stripwereld.
Als extra wordt in deel 5 een uitgebreide verhandeling gegeven over de totstandkoming van de serie en over de gebruikte personages, die deels zijn gebaseerd op historische personen.

## Albums
- De vlucht
- De dromen
- De beelden
- De koorts
- Het offer

## Prijs
In 1997 won de auteur Ferry voor onder andere deze serie de Bronzen Adhemar.